# Stigmata (filme)
Stigmata é um filme de suspense americano de 1999, dirigido por Rupert Wainwright.

## Sinopse
Belo Quinto, uma fictícia cidade no sudeste do Brasil, recebe a visita do padre Andrew Kiernan, que foi mandado pelo Vaticano para investigar uma igreja que tem a estátua de uma santa que verte lágrimas de sangue. Lágrimas estas que começaram no dia em que o padre Paulo Almeida, o responsável pela igreja, morreu. Enquanto Kiernan fotografava a estátua, que sangrava, um garoto furta um rosário que estava junto do corpo do falecido e vende o terço para uma turista, que por sua vez manda de presente para Frankie Paige, sua filha, cabeleireira em Pittsburgh, Estados Unidos. Em pouco tempo, ela passa a ser vítima de estigmas, chagas idênticas às de Cristo, e Andrew Kiernan fica encarregado de investigar o fenômeno. Inicialmente Kiernan descarta a possibilidade dos estigmas, pois todos os estigmatizados são pessoas bastante religiosas e Paige não acredita em Deus. Mas Kiernan vê o suficiente para quebrar os padrões estabelecidos pelo Vaticano, e acredita que se ele não fizer nada, Frankie pode morrer. Gradualmente, ele passa a suspeitar que seu superior, o cardeal Daniel Houseman, não quer que toda a verdade venha tona.

## Elenco
- Patricia Arquette — Frankie Paige
- Gabriel Byrne — Padre Andrew Kiernan
- Jonathan Pryce — Cardeal Daniel Houseman
- Nia Long — Donna Chadway
- Thomas Kopache — Padre Durning
- Rade Šerbedžija — Marion Petrocelli
- Enrico Colantoni — Padre Dario
- Dick Latessa — Padre Gianni Delmonico
- Portia de Rossi — Jennifer Kelliho
- Patrick Muldoon — Steven
- Ann Cusack — Dra. Reston